# 張繼勳
張繼勳為中國清朝武官官員，本籍福建。1780年（乾隆45年）奉旨接任董果擔任台灣鎮總兵。是台灣清治時期此期間，受台灣道制約的台灣地區最高軍事首長。
| 前任： 董果 | 台灣鎮總兵 1780年上任 | 繼任： 鄭瑞 |